# جبل عبد العزيز
جبل عبد العزيز جبل يقع في الجزء الجنوبي الغربي من محافظة الحسكة على بعد زهاء 35 كم من مركز مدينة الحسكة. يمتد الجبل من الشرق إلى الغرب بطول 85 كم وعرض 15 كم وتبلغ مساحته الإجمالية 84050 هكتارًا.
والجبل اتخذ اسمه من اسم الشيخ عبد العزيز بن عبد القادر الجيلاني ، والذي اتخذ في هذا الجبل رباطا وكان أحد قادة جيش صلاح الدين الأيوبي.
يتألف جبل عبد العزيز من سلسلة من الهضاب والوديان وبارتفاعات تتراوح بين 920-350 م. سفوحه الشمالية شديدة الانحدار (أكثر من 35 ) ودرجة تحجرها عالية جدًا 100%، أما السفوح الجنوبية فتكون متدرجة الانحدار تتراوح بين 5ْ - % تصل حتى 75 و 35ْ ودرجة تحجرها لا تتعدى 5%، وهناك سهل واسع في الجزء المركزي من الجبل.
يضم الجبل عددًا من القمم أهمها مرقب علي 920 م، ورجم برزان 882 م، وإشارة البديع 805 م، وعددًا من الوديان أهمها وادي ثنية سكرة، ووادي السفحة، ووادي البديع (الدراسة الفنية والاقتصادية لمشروع التشجير المثمر والحراجي في جبل عبد العزيز، 1991).
التربة كلسية ذات منشأ صخري كلسي، جبسية في بعض الأجزاء، عميقة في السهول والوديان والأراضي خفيفة التموج وسطحية في المرتفعات والمنحدرات. التربة طينية إلى طفالية طينية في قوامها، متوسطة إلى جيدة النفاذية والصرف، ويتراوح الأس الهيدروجيني (pH) للتربة بين 7.2 و 8.

## المناخ
المناخ متوسطي قاري، وينتمي جبل عبد العزيز بيومناخيًا إلى الطابق البيومناخي نصف الجاف العذب في أجزائه العليا وإلى الطابق البيومناخي الجاف العذب في بقية أجزائه حسب تصنيف امبرجيه (بالفرنسية: Emberger). يتراوح الهطل السنوي فيه بين 250 و 300 ملم، (الأطلس المناخي لسورية، 1977 ومعطيات الأرصاد الجوية لعام 2001.
أنشئت محمية طبيعية في الأجزاء المركزية من الجبل بموجب قرار صادر عن وزير الزراعة والإصلاح الزراعي، وتم تعديل هذا القرار وتوسيع مساحة المحمية من 4220 هكتارًا إلى 49000 هكتارًا بالقرار رقم 27/ت تاريخ 11 أيار 2002، إذ عدت المنطقة الأولى نواة المحمية وتخضع لنظام حماية صارم بهدف حماية التنوع النباتي والحيواني والبيئي.